# Hylocereus undatus subsp. luteocarpus
A Hylocereus undatus subsp. luteocarpus a közismert Hylocereus undatus alfaja, a közismert változattal szemben termése nem vörös, hanem sárga pitaja terméseket fejleszt.

## Elterjedése és élőhelye
Mexikó: Yucatán-félsziget, Campeche állam, a Xpujil–Dzibalchén főút mentén 3,7 km-re San Francisco de Campechétől, epifitikus száraz lombhullató erdőkben.

## Jellemzői
Az alapfajtól elsősorban az areolákon fejlődő szőrökkel és több tövisével, valamint éretten sárga termésével különbözik. A taxont 2001. augusztus 18-án R.C. Martinez fedezte fel. Grimaldo-Juárez et al. feltételezése szerint a Hylocereus undatus fajnak még számos alakja emelkedhet varietas vagy subspecies rangra a közeljövőben a morfometriai és genetikai vizsgálatok eredményeképpen (J PACD 99" [2007]).